# Главная соляная контора
Главная соляная контора — государственное учреждение Российской империи, которое отвечало за государственную монополию на торговлю солью. Существовала с начала XVIII века по 1803 год.
Государственную монополию на торговлю солью ввёл Пётр I в 1705 году для увеличения доходов казны. Не позднее 1718 года для её обеспечения была создана Соляная контора, которая до 1720-х годов называлась также Конторой соляного правления, а в 1754 году была переименована в Главную соляную контору
В декабре 1727 года указом Петра II соляная монополия была отменена, но указом Анны Иоановны от 10 августа 1731 года «О продаже из казны соли и подчинении Соляной Канторы в ведении Кабинета, о выборе для продажи соли голов и целовальников из купечества» она была введена снова. 
4 марта 1762 года император Пётр III издал указ «О свободной торговле», который, в частности, вновь отменил соляную монополию, но при Екатерине II 16 июня 1781 года был принят Устав о соли, который вновь ввел её. По Уставу о соли казённая палата в каждой губернии была обязана обеспечить двухгодовой запас соли. Для этого казённые палаты заключали договоры с подрядчиками на поставку соли, при этом они «соотносились с главной соляной конторой». 
До 1720 года Главная соляная контора располагалась в Санкт-Петербурге, но затем она была переведена в Москву. Она имела местные учреждения: наиболее крупные комиссарства (с 1754 года — конторы) в Санкт-Петербурге (с 1720 года), Нижнем Новгороде (в 1720–1731 годах и с 1744 года ) и Саратове (с 1747 года), а также периодически возникавшие комиссарства и правления в ряде других городов.
В 1783 году Главная соляная контора была упразднена, но в 1797 году указом Павла I она была восстановлена вместе с конторами в Нижнем Новгороде и Саратове. Главная соляная контора была окончательно упразднена указом Александра I от 30 (18) июля 1803 года и её функции были переданы Департаменту внутренних дел Министерства внутренних дел, а с 1811 года — Департаменту горных и соляных дел Министерства финансов. Были учреждены Экспедиции соляных промыслов там, где добывалась соль: в Астрахани, Саратове, Дедюхине, Перекопе, Илецкой защите.
Поскольку государственная торговля солью приносила меньше дохода, чем взимание акциза с торговли солью, Александр II в 1862 году издал указ о введении акцизной системы. Акциз на соль существовал до 1880 года.

### Директора
- с 1742 Кар, Алексей Филиппович
- с 1760 Козьмин, Матвей Семёнович — главный судья[5]
- с 1762 Протасов, Степан Фёдорович — главный судья
- с 1772 Маслов, Михаил Яковлевич[6]
- с 1780 Хитрово, Пётр Васильевич[7]
- с 1797 Мясоедов, Николай Ефимович